# 維塔利·麥克倫科
維塔利·塞爾希約維奇·麥克倫科（烏克蘭語：Віталій Сергійович Миколенко；1999年5月29日—），烏克蘭職業足球員，司職左後衛，現效力於英超球隊艾佛頓、烏克蘭國家足球隊。他於2018年加入成年國家隊，並代表國家隊出戰2020年歐洲足球錦標賽。

## 俱樂部生涯
麥克倫科出生於烏克蘭中部城市切爾卡瑟，自小就熱愛足球，12歲時已加入了國內傳統豪門基輔迪納摩的青年足球學校，以接受足球訓練。
於青年軍期間，麥克倫科有著穩定的水準，表現亦有著不斷的顯著進步，成為當時被球隊視為一隊未來防線的主力成員，結果於預備組出戰不久後，18歲的他於2017年夏天獲時任球隊主帥艾亞克辛亞·赫斯基域特賞識而提升至一隊，並於對陣斯塔爾的聯賽中首度為球隊正選上陣，正式出道，幫助球隊擊敗對手而全取3分。
之後一季起，已適應了頂級聯賽比賽強度及節奏的麥克倫科已成功確立了陣中防線上一個主力位置，深得主帥艾亞克辛亞·赫斯基域特的重用，就算之後經歷了擔任臨時主帥的前蘇聯國家足球隊中場阿列克謝·米哈伊利琴科及羅馬尼亞主帥米尔恰·卢切斯库等兩任主帥他也獲得重用。除了連續3季獲選為烏克蘭最佳年輕球員外，亦助基輔迪納摩奪得上季烏克蘭足球超級聯賽冠軍，以及連奪兩屆烏克蘭盃，及連續3季奪得烏克蘭超級盃的冠軍，成為國內備受看好的後衛。
2022年1月1日，艾佛頓官方宣佈與麥克倫科簽訂了一份4年半的合同，合同到2026年6月到期。

## 國家隊生涯
2018年11月20日，19歲的麥克倫科在對陣土耳其的友誼賽中首發出場，首次代表烏克蘭國家足球隊出賽。

## 榮譽

### 俱樂部
基輔迪納摩
- 烏克蘭足球超級聯賽冠軍：2020–21
- 烏克蘭盃冠軍：2019–20、2020–21
- 烏克蘭超級盃冠軍：2018 , 2019 , 2020

### 個人
- 烏克蘭足球超級聯賽最佳青年球員：2018–19

## 外部連結
- 維塔利·麥克倫科 at the 烏克蘭足球總會 （烏克蘭語）
- Soccerway資料庫：維塔利·麥克倫科
- 維塔利·麥克倫科在 National-Football-Teams.com 上的出场纪录